# What We Did on Our Holidays
Albums de Fairport Convention
Fairport Convention
(1968) Unhalfbricking
(1969)
What We Did on Our Holidays est le deuxième album studio du groupe folk rock britannique Fairport Convention. Il est sorti en 1969 sur le label Island Records.
Il s'agit du premier album du groupe avec Sandy Denny, qui remplace Judy Dyble au chant.
Le morceau The Lord Is in This Place... How Dreadful Is This Place s'inspire du gospel de Blind Willie Johnson Dark Was the Night, Cold Was the Ground.

## Fiche technique

### Chansons
| 1. | Fotheringay                                             | Sandy Denny                                     | 3:06 |
| 2. | Mr Lacey                                                | Ashley Hutchings                                | 2:55 |
| 3. | Book Song                                               | Iain Matthews (en), Richard Thompson            | 3:13 |
| 4. | The Lord Is in This Place... How Dreadful Is This Place | Ashley Hutchings, Richard Thompson, Sandy Denny | 2:01 |
| 5. | No Man's Land                                           | Richard Thompson                                | 2:32 |
| 6. | I'll Keep It with Mine                                  | Bob Dylan                                       | 5:56 |

| 7.  | Eastern Rain               | Joni Mitchell                                | 3:36 |
| 8.  | Nottamun Town (en)         | traditionnel arrangé par Fairport Convention | 3:12 |
| 9.  | Tale in Hard Time          | Richard Thompson                             | 3:29 |
| 10. | She Moves Through the Fair | traditionnel arrangé par Fairport Convention | 4:14 |
| 11. | Meet on the Ledge (en)     | Richard Thompson                             | 2:50 |
| 12. | End of a Holiday           | Simon Nicol (en)                             | 1:07 |

La réédition remasterisée de What We Did on Our Holidays parue chez Island en 2003 inclut trois titres bonus.
| 13. | Throwaway Street Puzzle   | Ashley Hutchings, Richard Thompson | 3:30 |
| 14. | You're Gonna Need My Help | McKinley Morganfield               | 4:11 |
| 15. | Some Sweet Day            | Felice Bryant, Boudleaux Bryant    | 2:32 |

### Musiciens

#### Fairport Convention
- Sandy Denny : chant, guitare acoustique, guitare à douze cordes, orgue, piano, clavecin
- Iain Matthews (en) : chant, congas
- Richard Thompson : guitare électrique, guitare acoustique, guitare à douze cordes, accordéon à touches piano, chant
- Ashley Hutchings : basse, chœurs
- Simon Nicol (en) : guitare acoustique, guitare électrique, autoharpe électrique, dulcimer électrique, chœurs
- Martin Lamble (en) : batterie, percussions, violon, tabla, son de pas

#### Musiciens supplémentaires
- Bruce Lacey (en) et ses robots : effets sonores sur Mr. Lacey
- Claire Lowther : violoncelle sur Book Song
- Kingsley Abbott : pièces de monnaie sur The Lord Is in This Place... How Dreadful Is This Place, chœurs sur Meet on the Ledge
- Paul Ghosh, Andrew Horvitch, Marc Ellington : chœurs sur Meet on the Ledge
- Peter Ross : harmonica sur Throwaway Street Puzzle

### Équipe de production
- Joe Boyd : producteur
- John Wood (en) : ingénieur du son
- Richard Bennett Zeff, Annie Brown : photographie
- Diogenic Attempts Ltd. : conception de la pochette